# アンナ・マリア・ペレス・デ・タグレ
アンナ・マリア・ペレズ・デ・タグリ（Anna Maria Perez de Tagle、1990年12月23日 - ）は、アメリカ合衆国出身の女優、モデル、歌手。

## 生い立ち
カリフォルニア州サンフランシスコ出身。フィリピン人、中国人、スペイン人、アイルランド人の混血であり、いわゆる芸能一家の生まれである。

## キャリア
2006年ディズニー・チャンネルの『シークレット・アイドル ハンナ・モンタナ』のマイリーのライバル二人組の一人であるアシュレイ役で知名度を上げた。そして、2008年ディズニー・チャンネルのオリジナル・ムービー『キャンプ・ロック』のテスの取り巻きのエラ役にも出演して、ティーンにナンバー1の人気を誇るロックバンド、ジョナス・ブラザーズと共演。

## 主な出演作品
- ドラマ　「シークレット･アイドル・ハンナ・モンタナ」（2006年)アシュレイ役
- 映画　　「キャンプ・ロック」　　　　　　　　　　　　(2008年)エラ役

## 参照
1. ↑  "Disney Fil-Am star headed for big time", by Ricardo F. Lo, July 01, 2008, The Philippine Star.